# رابرت اچ. تایر
رابرت اچ. تایر (انگلیسی: Robert H. Thayer؛ ۲۲ سپتامبر ۱۹۰۱ – ۲۶ ژانویه ۱۹۸۴ (سن ۸۲)) وکیل، افسر دریایی و دیپلمات اهل ایالات متحده آمریکا بود.